# Ski-alpinisme aux Jeux olympiques de la jeunesse d'hiver de 2020
Navigation
Édition suivante
Les épreuves de ski-alpinisme aux Jeux olympiques de la jeunesse d'hiver de 2020 auront lieu à Villars-Gryon en Suisse.
En juillet 2017, le CIO a annoncé que le ski-alpinisme deviendrait le huitième sport au programme des JOJ d’hiver de Lausanne 2020, s’ajoutant ainsi aux sept autres sports olympiques d’hiver,.
Il y aura une épreuve individuelle, un sprint et un relais. Quarante-huit athlètes âgés de 17 à 18 ans y prendront part.

## Organisation

### Format des épreuves
L’épreuve individuelle est similaire à un marathon. Après un départ groupé, les athlètes effectuent un parcours comprenant au moins trois ascensions et trois descentes allant jusqu’à 1 900m de dénivellation. La course dure généralement une heure et demie à deux heures et les athlètes doivent déchausser leurs skis au moins une fois pour effectuer une ascension à pied.
Le sprint est beaucoup plus court et rapide que la course individuelle. La dénivellation totale est d’environ 100m et les athlètes les plus rapides bouclent le parcours en approximativement trois minutes.
Quant au relais, il consiste en une équipe de trois ou quatre athlètes, chacun effectuant un petit parcours l’un après l’autre. Comme le sprint, le relais est une épreuve relativement rapide, chaque parcours durant environ 15 minutes et comprend deux ascensions et deux descentes.

## Podiums
| Épreuve            | Or                                                               | Or             | Argent                                                               | Argent         | Bronze                                                           | Bronze             |
| ------------------ | ---------------------------------------------------------------- | -------------- | -------------------------------------------------------------------- | -------------- | ---------------------------------------------------------------- | ------------------ |
| Individuel Garçons | Thomas Bussard                                                   | 47 min 49 s 85 | Robin Bussard                                                        | 49 min 16 s 54 | Nils Oberauer                                                    | 49 min 25 s 65     |
| Sprint Garçons     | Rocco Baldini                                                    | 2 min 30 s 14  | Luca Tomasoni                                                        | 2 min 38 s 1   | Ot Ferrer Martinez                                               | 2 min 43 s 28      |
| Individuel Filles  | Caroline Ulrich                                                  | 58 min 34 s 48 | Thibe Deseyn                                                         | 59 min 38 s 58 | Margot Ravinel                                                   | 1 h 00 min 28 s 95 |
| Sprint Filles      | Maria Costa Diez                                                 | 3 min 22 s 45  | Silvia Berra                                                         | 3 min 24 s 98  | Margot Ravinel                                                   | 3 min 25 s 85      |
| Relais mixte       | Suisse Caroline Ulrich Thomas Bussard Thibe Deseyn Robin Bussard | 35 min 7 s     | France Victoire Berger Bazil Ducouret Margot Ravinel Anselme Damevin | 37 min 11 s    | Espagne Maria Costa Díez Marc Ràdua Ares Torra Gendrau Ot Ferrer | 37 min 13 s        |

## Tableau des médailles
| Rang  | Nation   | Or | Argent | Bronze | Total |
| ----- | -------- | -- | ------ | ------ | ----- |
| 1     | Suisse   | 3  | 2      | 0      | 5     |
| 2     | Italie   | 1  | 2      | 0      | 3     |
| 3     | Espagne  | 1  | 0      | 2      | 3     |
| 4     | France   | 0  | 1      | 2      | 3     |
| 5     | Autriche | 0  | 0      | 1      | 1     |
| Total | Total    | 5  | 5      | 5      | 15    |